# Magister (likér)
Magister je bylinný likér, který vyrábí od roku 2000 Stock Plzeň. Má hořkosladkou chuť s kořeněným akcentem. Obsah alkoholu je 22 % (výrobce postupně obsah alkoholu snižuje, dříve měl 38 %). Magister se připravuje ze směsi 40 bylin, koření a drog (galganový kořen, hřebíček, zázvor, koriandr, muškátový květ, rebarbora, chinová kůra, anýz, fenykl, levandule, citronová kůra, tymián, rozmarýn a další). Magister se doporučuje konzumovat vychlazený, buď samotný nebo v míchaných nápojích.